# 松尾浩則
松尾 浩則（まつお ひろのり、1965年〈昭和40年〉12月28日 - ）は、日本の農林水産官僚。

## 来歴
1965年（昭和40年）12月28日、佐賀県佐賀郡東与賀町（現・佐賀市）に出生。実家は専業農家で、実兄は松尾の母校である佐賀県立佐賀西高等学校の校長を務めた。
佐賀県立佐賀西高等学校を経て、1989年（平成元年）3月、京都大学農学部農林経済学科を卒業。「家業に関係のある仕事に就き、農業に貢献したい」との考えから農水省を志望。「国家公務員試験I種・農業経済」に合格し、同年4月、農林水産省に入省。入省後、生産局農産部農産企画課長、農林水産省大臣官房参事官、政策統括官付参事官、農林水産省大臣官房地方課長、同審議官などを歴任。
2023年（令和5年）7月4日、農林水産省大臣官房危機管理・政策立案総括審議官に就任。
2024年（令和6年）7月5日、農産局長に就任。2025年（令和7年）7月1日、農林水産省を退職。

## 年譜
- 1989年（平成元年）
  - 3月 - 京都大学農学部農林経済学科卒業
  - 4月 - 農林水産省入省[1]

- 1996年10月 - 農林水産省大臣官房企画室企画官
- 1999年7月 - 日本貿易振興会ジェトロ・ロンドン・センター所員
- 2001年3月 - 日本貿易振興会ロンドン国際食品・飲料見本市現地事務局員
- 2002年7月 - 農林水産省総合食料局食品産業振興課課長補佐（貿易班担当）
- 2003年7月 - 農林水産省総合食料局食料企画課課長補佐（企画班担当）
- 2006年8月 - 農林水産省大臣官房秘書課課長補佐（企画第2班担当）
- 2006年9月 - 農林水産省大臣官房秘書課課長補佐（企画第1班担当）

- 2010年（平成22年）7月 - 総合食料局総務課調査官[1]
- 2011年（平成23年）
  - 1月 - 総合食料局食糧部計画課需給調整対策室長[1]
  - 9月 - 生産局農産部穀物課水田農業対策室長[1]
- 2013年（平成25年）4月 - 生産局農産部農産企画課長[1]
- 2015年（平成27年）8月 - 農林水産省大臣官房参事官[1]
- 2017年（平成29年）1月 - 政策統括官付参事官[1]
- 2019年（令和元年）7月 - 農林水産省大臣官房地方課長[1]
- 2020年（令和2年）8月 - 農林水産省大臣官房審議官兼経営局付[1]
- 2023年（令和5年）7月 - 農林水産省大臣官房危機管理・政策立案総括審議官[1][6]
- 2024年（令和6年）7月 - 農林水産省農産局長[3][4]
- 2025年（令和7年）7月 - 農林水産省退職[5]